# Championnats du monde de gymnastique acrobatique 2024
Navigation
Bakou 2022 Édition suivante
Les championnats du monde de gymnastique acrobatique 2024, vingt-neuvième édition des championnats du monde de gymnastique acrobatique, ont lieu du 19 au 22 septembre 2024 au Pavilhao Multiusos de Guimarães, au Portugal.
La ville accueille également les premiers championnats mondiaux juniors lors des championnats par groupe d'âges.

## Podiums

### Combiné
| Épreuve         | Or                                                           | Argent                                                          | Bronze                                                                 |
| --------------- | ------------------------------------------------------------ | --------------------------------------------------------------- | ---------------------------------------------------------------------- |
| Par équipe      | Chine                                                        | Azerbaïdjan                                                     | Israël                                                                 |
| Duo masculin    | Azerbaïdjan - Daniel Abbasov - Murad Rafiyev                 | Portugal - Miguel Lopes - Goncalo Parreira                      | Kazakhstan - Daniyel Dil - Vadim Shulyar                               |
| Duo féminin     | Belgique - Silke Macharis - Maysae Bouhouch                  | Ukraine - Ruzanna Vecheruk - Anhelina Cherniavska               | Israël - Maya Velner - Rony Cohen                                      |
| Duo mixte       | Azerbaïdjan - Aghasif Rahimov - Raziya Seyidli               | Ukraine - Ivan Labunets - Yevfrosyniia Kryvytska                | Corée du Nord - RI Hyo-song - Ro Hye-song                              |
| Groupe féminin  | Chine - Ma Yixing - Gu Quanjia - Ding Wenyan                 | Belgique - Lauren Verbrugghe - Sofie Jaeken - Mirte Vercauteren | Israël - Ori Dekel - Sivan Gerber - Rony Rotman                        |
| Groupe masculin | Chine - Ma Xuefeng - Shi Jingwei - Zhang Minghe - Shi Junjie | Israël - Tomer Offir - Or Abraham - Lior Borodin - Rotem Amihai | Ukraine - Yurii Push - Taras Yarush - Stanislav Kukurudz - Yuriy Savka |

### Statique
| Épreuve         | Or                                                              | Argent                                                          | Bronze                                                                 |
| --------------- | --------------------------------------------------------------- | --------------------------------------------------------------- | ---------------------------------------------------------------------- |
| Duo masculin    | Azerbaïdjan - Daniel Abbasov - Murad Rafiyev                    | Portugal - Miguel Lopes - Goncalo Parreira                      | Kazakhstan - Daniyel Dil - Vadim Shulyar                               |
| Duo féminin     | Belgique - Silke Macharis - Maysae Bouhouch                     | Israël - Almog Green - Orian Yehudah                            | Grande-Bretagne - Natalia Gilbert - Esme Mathias                       |
| Duo mixte       | Azerbaïdjan - Aghasif Rahimov - Raziya Seyidli                  | Israël - Yonatan Fridman - Amy Refaeli                          | Corée du Nord - RI Hyo-song - Ro Hye-song                              |
| Groupe féminin  | Belgique - Lauren Verbrugghe - Sofie Jaeken - Mirte Vercauteren | Israël - Ori Dekel - Sivan Gerber - Rony Rotman                 | États-Unis - Grace Vonder Haar - Kayla Vonder Haar - Mariam Tutberidze |
| Groupe masculin | Chine - Ma Xuefeng - Shi Jingwei - Zhang Minghe - Shi Junjie    | Israël - Tomer Offir - Or Abraham - Lior Borodin - Rotem Amihai | Ukraine - Yurii Push - Taras Yarush - Stanislav Kukurudz - Yuriy Savka |

### Dynamique
| Épreuve         | Or                                                              | Argent                                                                 | Bronze                                                                             |
| --------------- | --------------------------------------------------------------- | ---------------------------------------------------------------------- | ---------------------------------------------------------------------------------- |
| Duo masculin    | Portugal - Miguel Lopes - Goncalo Parreira                      | Espagne - Jose Moreno - Juan Daniel Molina                             | Azerbaïdjan - Daniel Abbasov - Murad Rafiyev                                       |
| Duo féminin     | Belgique - Silke Macharis - Maysae Bouhouch                     | Israël - Maya Velner - Rony Cohen                                      | États-Unis - Ariana Katsov - Moraeah Arthur                                        |
| Duo mixte       | Ukraine - Bohdan Ivanyk - Anastasiia Semenovych                 | Israël - Yonatan Fridman - Amy Refaeli                                 | Azerbaïdjan - Aghasif Rahimov - Raziya Seyidli                                     |
| Groupe féminin  | Belgique - Lauren Verbrugghe - Sofie Jaeken - Mirte Vercauteren | États-Unis - Grace Vonder Haar - Kayla Vonder Haar - Mariam Tutberidze | Chine - Ma Yixing - Gu Quanjia - Ding Wenyan                                       |
| Groupe masculin | Chine - Ma Xuefeng - Shi Jingwei - Zhang Minghe - Shi Junjie    | Israël - Tomer Offir - Or Abraham - Lior Borodin - Rotem Amihai        | Azerbaïdjan - Seymur Jafarov - Abdulla Al-Mashaykhi - Rasul Seyidli - Riad Safarov |

## Tableau des médailles
| Rang  | Nation          | Or | Argent | Bronze | Total |
| ----- | --------------- | -- | ------ | ------ | ----- |
| 1     | Belgique        | 5  | 1      | 0      | 6     |
| 2     | Chine           | 5  | 0      | 1      | 6     |
| 3     | Azerbaïdjan     | 4  | 1      | 3      | 8     |
| 4     | Ukraine         | 1  | 2      | 2      | 5     |
| 5     | Portugal        | 1  | 2      | 0      | 3     |
| 6     | Israël          | 0  | 8      | 3      | 11    |
| 7     | États-Unis      | 0  | 1      | 2      | 3     |
| 8     | Espagne         | 0  | 1      | 0      | 1     |
| 9     | Corée du Nord   | 0  | 0      | 2      | 2     |
| 9     | Kazakhstan      | 0  | 0      | 2      | 2     |
| 11    | Grande-Bretagne | 0  | 0      | 1      | 1     |
| Total | Total           | 16 | 16     | 16     | 48    |